# Conway (Arkansas)
Conway es una ciudad en el condado de Faulkner, Arkansas, Estados Unidos. De acuerdo con estimados de 2005 de la Oficina del Censo de los Estados Unidos, la ciudad tenía una población de 51.999 habitantes, lo que la convierte en la octava ciudad más poblada del estado. Es una de las ciudades principales del área metropolitana de Little Rock-North Little Rock-Conway. Además, alberga a tres instituciones de educación superior, por lo que es apodada The City of Colleges ("La ciudad de las universidades"). Es la sede del condado de Faulkner.

## Geografía

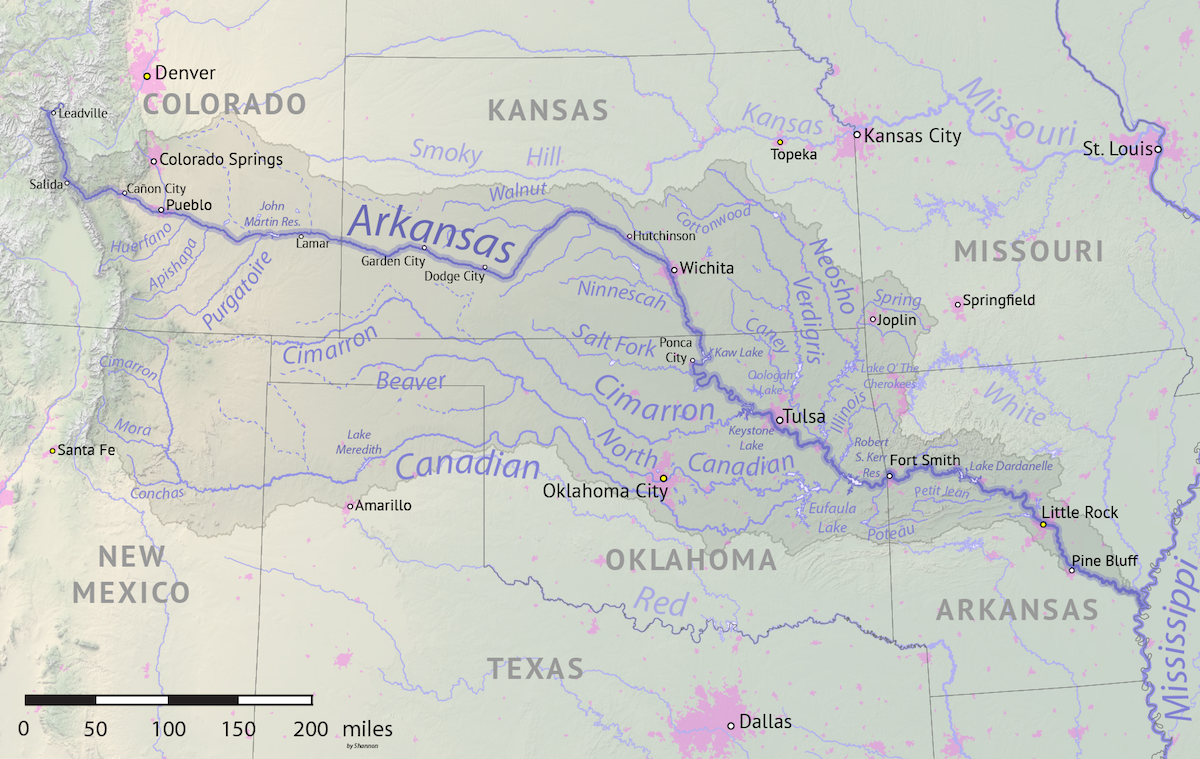
Mapa del río Arkansas en el que aparece —en su curso bajo— Conway

Conway se localiza a 35°5′14″N 92°27′12″O / 35.08722, -92.45333, sobre el curso bajo del río Arkansas, cerca de su desembocadura en el río Misisipi. Según la Oficina del Censo de los Estados Unidos, la ciudad tiene un área de 91,3 km², de los cuales 90,8 km² corresponde a tierra y 0,1 km² a agua (0,60%).

## Demografía
Para el censo de 2000, había 43.167 personas, 16.039 hogares y 10.168 familias en la ciudad. La densidad de población era 472,8 hab/km². Había 17.289 viviendas para una densidad promedio de 190,5 por kilómetro cuadrado. De la población 84,0% eran blancos, 12,1% afroamericanos, 0,36% amerindios, 1,25% asiáticos, 0,03% isleños del Pacífico, 0,98% de otras razas y 1,23% de dos o más razas. 3,47% de la población eran hispanos o latinos de cualquier raza.
Se contaron 16.039 hogares, de los cuales 33,0% tenían niños menores de 18 años, 49,0% eran parejas casadas viviendo juntos, 11,2% tenían una mujer como cabeza del hogar sin marido presente y 36,6% eran hogares no familiares. 26,1% de los hogares eran un solo miembro y 7,2% tenían alguien mayor de 65 años viviendo solo. La cantidad de miembros promedio por hogar era de 2,44 y el tamaño promedio de familia era de 2,99.
En la ciudad la población está distribuida en 23,3% menores de 18 años, 22,4% entre 18 y 24, 29,2% entre 25 y 44, 16,1% entre 45 y 64 y 9,0% tenían 65 o más años. La edad media fue 27 años. Por cada 100 mujeres había 90,6 varones. Por cada 100 mujeres mayores de 18 años había 87,2 varones.
El ingreso medio para un hogar en la ciudad fue de $37.063 y el ingreso medio para una familia $47.912. Los hombres tuvieron un ingreso promedio de $35.021 contra $25.418 de las mujeres. El ingreso per cápita de la ciudad fue de $18.509. Cerca de 9,3% de las familias y 16,3% de la población estaban por debajo de la línea de pobreza, 15,0% de los cuales eran menores de 18 años y 10,8% mayores de 65.

## Educación
Conway alberga tres instituciones de educación superior: Central Baptist College, Hendrix College y University of Central Arkansas. Más del 36% de la fuerza trabajadora de Conway tiene un bachillerato o un grado mayor, lo que la hace la tercera ciudad de más de 10,000 habitantes mejor educada de Arkansas por detrás de Maumelle y Fayetteville. Las escuelas públicas de la ciudad están bajo el control de las Conway Public Schools (Escuelas Públicas de Conway) y la Conway High School (Escuela Secundaria de Conway) es una de las más grandes del estado.

## Historia
Conway fue fundada por A. P. Robinson, quien se estableció en el área poco después de la guerra civil estadounidense. Robinson era el ingeniero en jefe del Little Rock-Fort Smith Railroad (Ferrocarril de Little Rock-Fort Smith) y parte de su compensación era la escritora de un pequeño lote de una milla cuadrada cerca del antiguo asentamiento de Cadron. Cuando el ferrocarril fue construido junto al lote, Robinson cedió parte de este al ferrocarril para la construcción de una estación. Robinson diseñó un pueblo alrededor de esta y lo nombró Conway Station, en honor a la familia Conway.